# Rousses
Cet article possède un paronyme, voir Les Rousses.
Rousses est une commune française, située dans le sud du département de la Lozère en région Occitanie.
Exposée à un climat de montagne, elle est drainée par le Tarnon, la Massevaques et par divers autres petits cours d'eau. Incluse dans les Cévennes, la commune possède un patrimoine naturel remarquable : deux sites Natura 2000 (les « vallées du Tarn, du Tarnon et de la Mimente » et « les Cévennes ») et six zones naturelles d'intérêt écologique, faunistique et floristique.
Rousses est une commune rurale qui compte 119 habitants en 2022, après avoir connu un pic de population de 560 habitants en 1821.  Ses habitants sont appelés les Roussois ou  Roussoises.

## Géographie

### Communes limitrophes
Les communes limitrophes sont  Bassurels, Fraissinet-de-Fourques, Gatuzières et Vebron.
|                        | Vebron  |           |
| Fraissinet-de-Fourques | Rousses |           |
| Gatuzières             |         | Bassurels |

### Climat
Pour des articles plus généraux, voir Climat de l'Occitanie et Climat de la Lozère.
En 2010, le climat de la commune est de type climat des marges montargnardes, selon une étude s'appuyant sur une série de données couvrant la période 1971-2000. En 2020, Météo-France publie une typologie des climats de la France métropolitaine dans laquelle la commune est exposée à un climat de montagne ou de marges de montagne et est dans la région climatique Sud-est du Massif Central, caractérisée par une pluviométrie annuelle de 1 000 à 1 500 mm, minimale en été, maximale en automne.
Pour la période 1971-2000, la température annuelle moyenne est de 9,8 °C, avec une amplitude thermique annuelle de 16 °C. Le cumul annuel moyen de précipitations est de 1 346 mm, avec 10,4 jours de précipitations en janvier et 5,2 jours en juillet. Pour la période 1991-2020, la température moyenne annuelle observée sur la station météorologique installée sur la commune est de 10,6 °C et le cumul annuel moyen de précipitations est de 1 268,8 mm,. Pour l'avenir, les paramètres climatiques de la commune estimés pour 2050 selon différents scénarios d'émission de gaz à effet de serre sont consultables sur un site dédié publié par Météo-France en novembre 2022.
| Mois                                  | jan.           | fév.           | mars          | avril         | mai           | juin          | jui.          | août          | sep.          | oct.          | nov.          | déc.           | année      |
| ------------------------------------- | -------------- | -------------- | ------------- | ------------- | ------------- | ------------- | ------------- | ------------- | ------------- | ------------- | ------------- | -------------- | ---------- |
| Température minimale moyenne (°C)     | −0,4           | −0,5           | 1,6           | 4,5           | 7,4           | 10,9          | 12,9          | 12,4          | 9,3           | 6,7           | 3,6           | 0,6            | 5,8        |
| Température moyenne (°C)              | 3              | 3,6            | 6,3           | 9,6           | 12,6          | 16,7          | 19,3          | 19,1          | 15,3          | 11,4          | 6,9           | 3,9            | 10,6       |
| Température maximale moyenne (°C)     | 6,4            | 7,6            | 11            | 14,8          | 17,8          | 22,5          | 25,6          | 25,8          | 21,3          | 16            | 10,3          | 7,3            | 15,5       |
| Record de froid (°C) date du record   | −13,2 11.01.10 | −13,1 28.02.18 | −9,7 09.03.10 | −5,3 08.04.21 | −2 07.05.19   | 3,5 13.06.19  | 6,8 02.07.22  | 6,1 22.08.14  | 1,2 23.09.08  | −4,6 30.10.12 | −8 18.11.07   | −12,4 18.12.10 | −13,2 2010 |
| Record de chaleur (°C) date du record | 19,5 28.01.08  | 22,4 27.02.19  | 24,1 31.03.12 | 27,7 09.04.11 | 28,5 13.05.15 | 37,1 28.06.19 | 35,9 16.07.22 | 38,6 22.08.23 | 31,1 17.09.19 | 29,2 02.10.11 | 22,8 11.11.15 | 16,7 30.12.21  | 38,6 2023  |
| Précipitations (mm)                   | 96,2           | 83,1           | 95,4          | 132,6         | 115,2         | 75,7          | 63,6          | 49,6          | 65,2          | 187           | 216,5         | 88,7           | 1 268,8    |

### Milieux naturels et biodiversité

#### Espaces protégés
La protection réglementaire est le mode d’intervention le plus fort pour préserver des espaces naturels remarquables et leur biodiversité associée,.
Dans ce cadre, la commune fait partie de la zone cœur du Parc national des Cévennes. Ce  parc national, créé en 1967, est un territoire de moyenne montagne formé de cinq entités géographiques : le massif de l'Aigoual, le causse Méjean avec les gorges du Tarn et de la Jonte, le mont Lozère, les vallées cévenoles ainsi que le piémont cévenol.
Les Cévennes sont également un territoire reconnu réserve de biosphère par l'UNESCO en 1985 pour la mosaïque de milieux naturels qui la composent et qui abritent une biodiversité exceptionnelle, avec 2 400 espèces animales, 2 300 espèces de plantes à fleurs et de fougères, auxquelles s’ajoutent d’innombrables mousses, lichens, champignons,.

#### Réseau Natura 2000

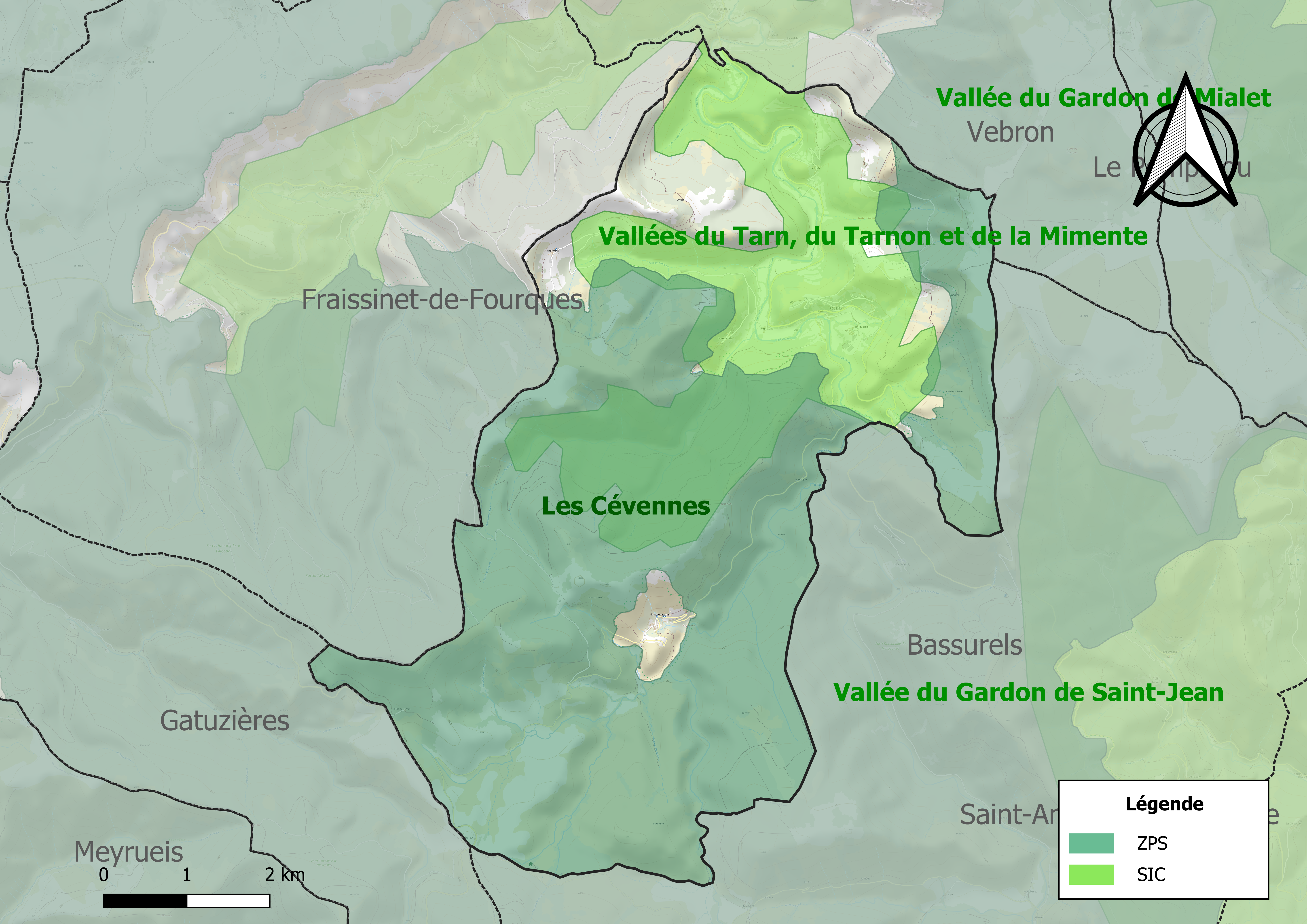
Site Natura 2000 sur le territoire communal.

Le réseau Natura 2000 est un réseau écologique européen de sites naturels d'intérêt écologique élaboré à partir des directives habitats et oiseaux, constitué de zones spéciales de conservation (ZSC) et de zones de protection spéciale (ZPS).
Un site Natura 2000 a été défini sur la commune au titre de la directive habitats :
- les « vallées du Tarn, du Tarnon et de la Mimente », d'une superficie de 10 493 ha, des habitats pour deux mammifères : la Loutre (Lutra lutra) et le castor[14]

et un au titre de la directive oiseaux : 
- « les Cévennes », d'une superficie de 92 044 ha, correspondant précisément à la zone centrale du parc national des Cévennes et rassemblant plusieurs ensembles distincts. La diversité des milieux et des paysages permet le maintien d'une avifaune riche et diversifiée : au total, 135 espèces d'oiseaux, dont 22 inscrites à l'annexe 1 de la directive 79-409-CEE, recensées dans la zone centrale du parc, dont une vingtaine d'espèces de rapaces diurnes et sept nocturnes[15].

#### Zones naturelles d'intérêt écologique, faunistique et floristique
L’inventaire des zones naturelles d'intérêt écologique, faunistique et floristique (ZNIEFF) a pour objectif de réaliser une couverture des zones les plus intéressantes sur le plan écologique, essentiellement dans la perspective d’améliorer la connaissance du patrimoine naturel national et de fournir aux différents décideurs un outil d’aide à la prise en compte de l’environnement dans l’aménagement du territoire.
Deux ZNIEFF de type 1 sont recensées sur la commune :
le « vallon du Trépaloup » (57 ha), couvrant 2 communes du département, et 
le « versant de la Can de l'Hospitalet » (451 ha), couvrant 3 communes du département
et quatre ZNIEFF de type 2, : 
- les « Can de l'Hospitalet » (2 062 ha), couvrant 9 communes du département[19] ;
- les « Hautes vallées des Gardons » (73 898 ha), couvrant 48 communes dont 27 dans le Gard et 21 dans la Lozère[20] ;
- le « massif de l'Aigoual et du Lingas » (28 495 ha), couvrant 17 communes dont 12 dans le Gard et cinq dans la Lozère[21];
- la « vallée du Tarnon » (6 248 ha), couvrant 7 communes du département[22].

Cartes des ZNIEFF de type 1 et 2 à Rousses.
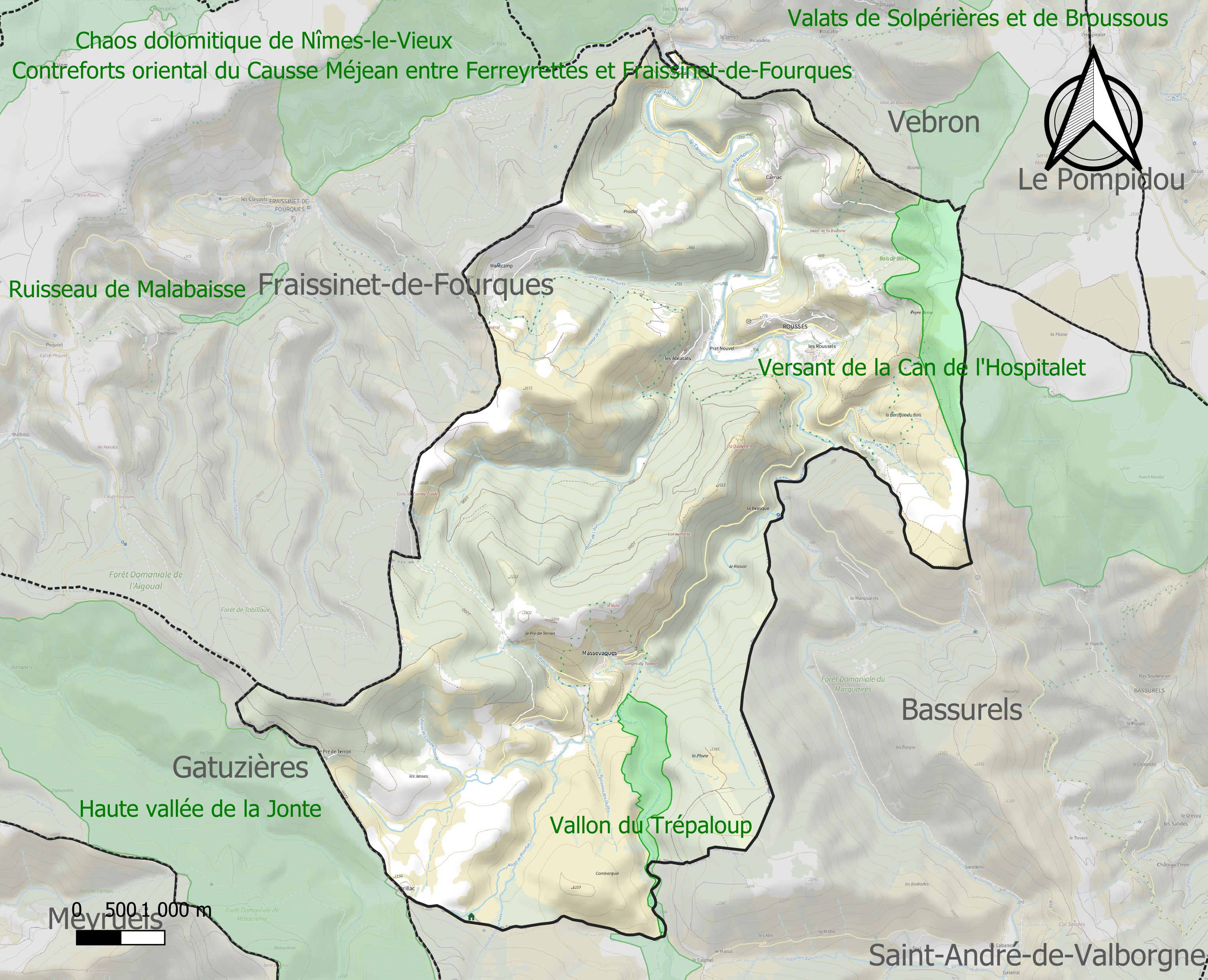
Carte des ZNIEFF de type 1 sur la commune.
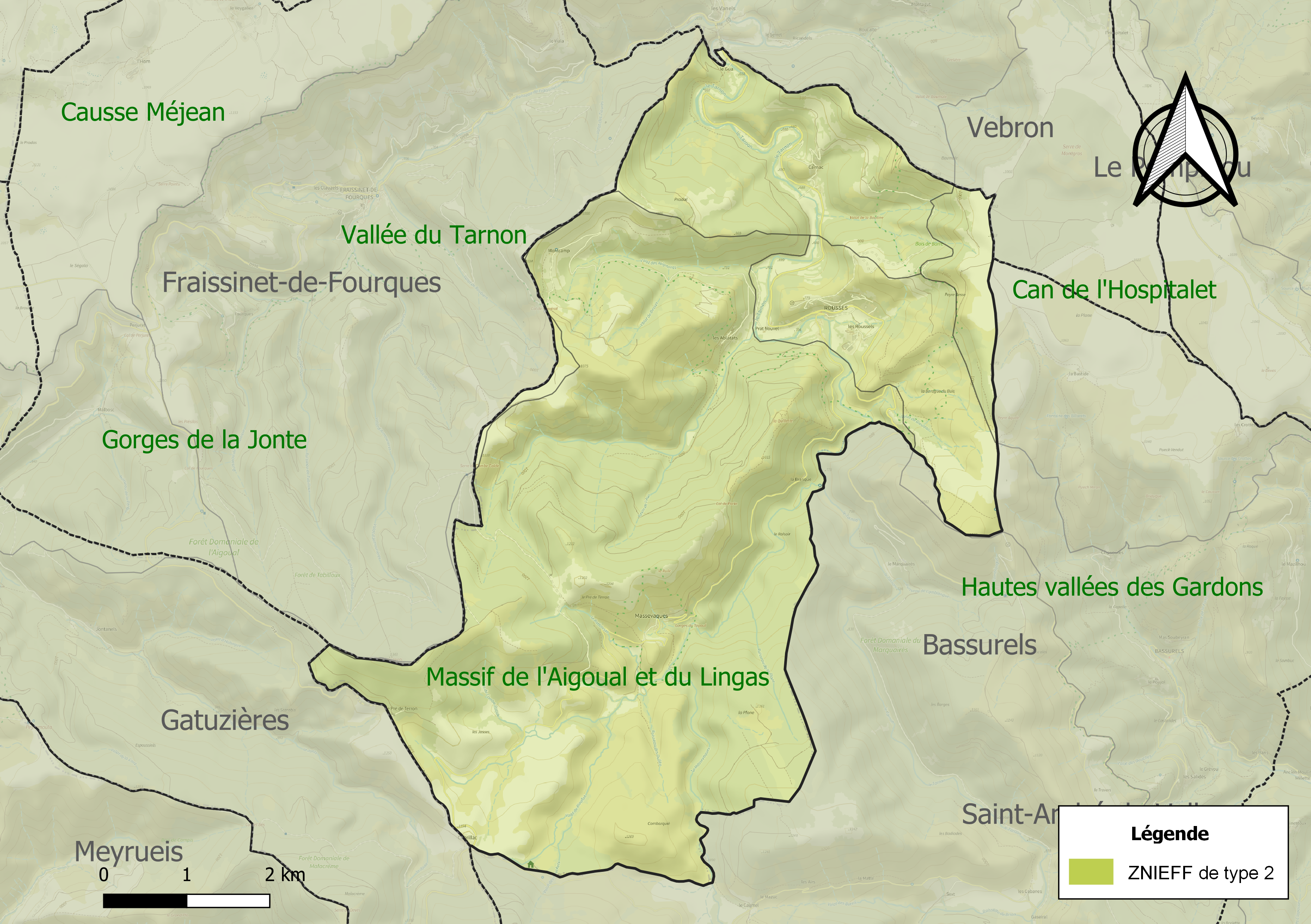
Carte des ZNIEFF de type 2 sur la commune.

## Urbanisme

### Typologie
Au 1er janvier 2024, Rousses est catégorisée commune rurale à habitat très dispersé, selon la nouvelle grille communale de densité à sept niveaux définie par l'Insee en 2022.
Elle est située hors unité urbaine et hors attraction des villes,.

### Occupation des sols
L'occupation des sols de la commune, telle qu'elle ressort de la base de données européenne d’occupation biophysique des sols Corine Land Cover (CLC), est marquée par l'importance des forêts et milieux semi-naturels (97,7 % en 2018), une proportion identique à celle de 1990 (97,7 %). La répartition détaillée en 2018 est la suivante : 
forêts (56 %), milieux à végétation arbustive et/ou herbacée (41,7 %), zones agricoles hétérogènes (1,2 %), prairies (1,1 %). L'évolution de l’occupation des sols de la commune et de ses infrastructures peut être observée sur les différentes représentations cartographiques du territoire : la carte de Cassini (XVIIIe siècle), la carte d'état-major (1820-1866) et les cartes ou photos aériennes de l'IGN pour la période actuelle (1950 à aujourd'hui).

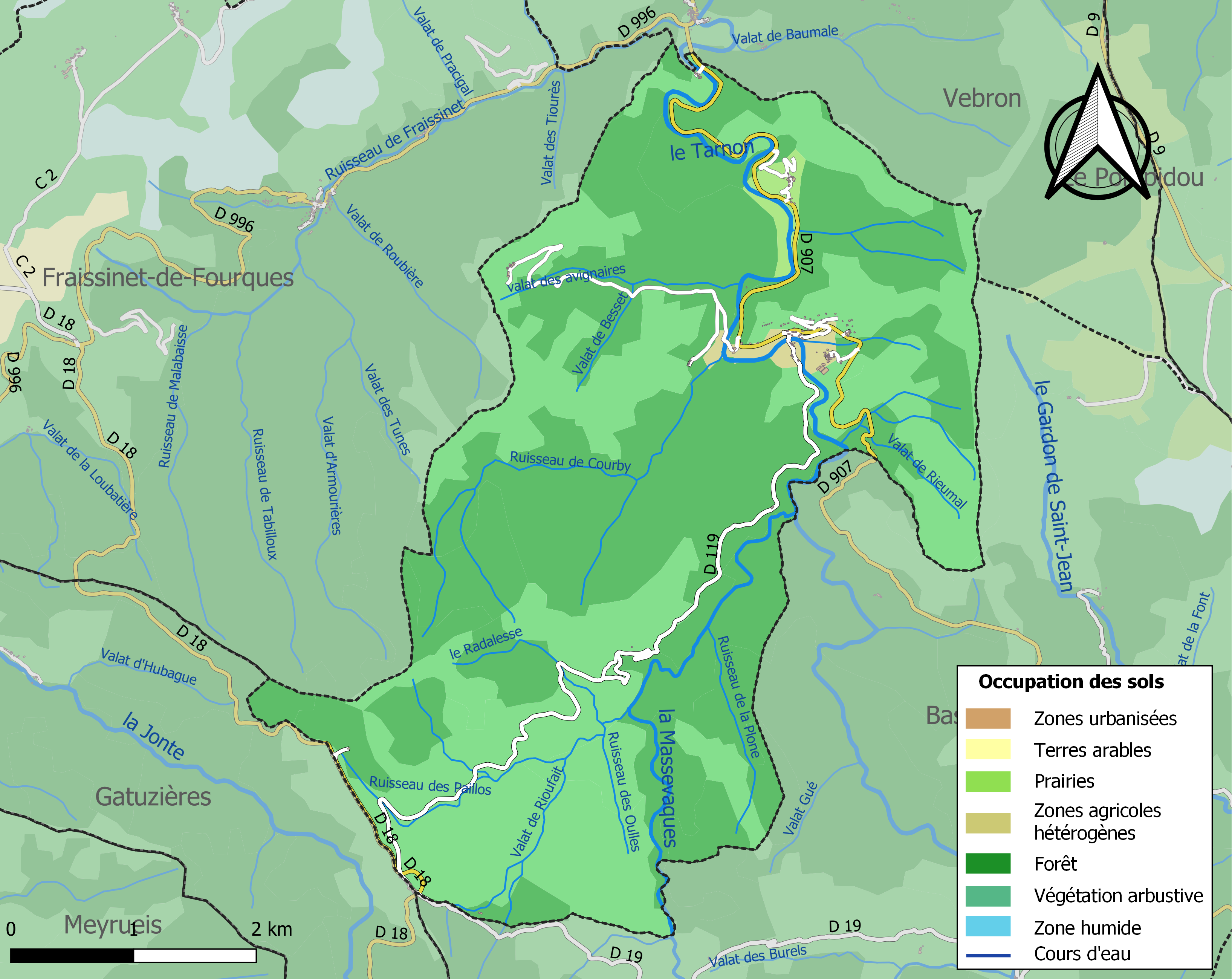
Carte des infrastructures et de l'occupation des sols de la commune en 2018 (CLC).

### Risques majeurs
Le territoire de la commune de Rousses est vulnérable à différents aléas naturels : météorologiques (tempête, orage, neige, grand froid, canicule ou sécheresse), feux de forêts, mouvements de terrains et séisme (sismicité faible). Il est également exposé à un risque particulier : le risque de radon. Un site publié par le BRGM permet d'évaluer simplement et rapidement les risques d'un bien localisé soit par son adresse soit par le numéro de sa parcelle.

#### Risques naturels
Rousses est exposée au risque de feu de forêt. Un plan départemental de protection des forêts contre les incendies (PDPFCI) a été approuvé en décembre 2014 pour la période 2014-2023. Les mesures individuelles de prévention contre les incendies sont précisées par divers arrêtés préfectoraux et s’appliquent dans les zones exposées aux incendies de forêt et à moins de 200 mètres de celles-ci. L’arrêté du 23 mars 2018, complété par un arrêté de 2020, réglemente l'emploi du feu en interdisant notamment d’apporter du feu, de fumer et de jeter des mégots de cigarette dans les espaces sensibles et sur les voies qui les traversent sous peine de sanctions. L'arrêté du 23 août 2021, abrogeant un arrêté de 2002, rend le débroussaillement obligatoire, incombant au propriétaire ou ayant droit,,.

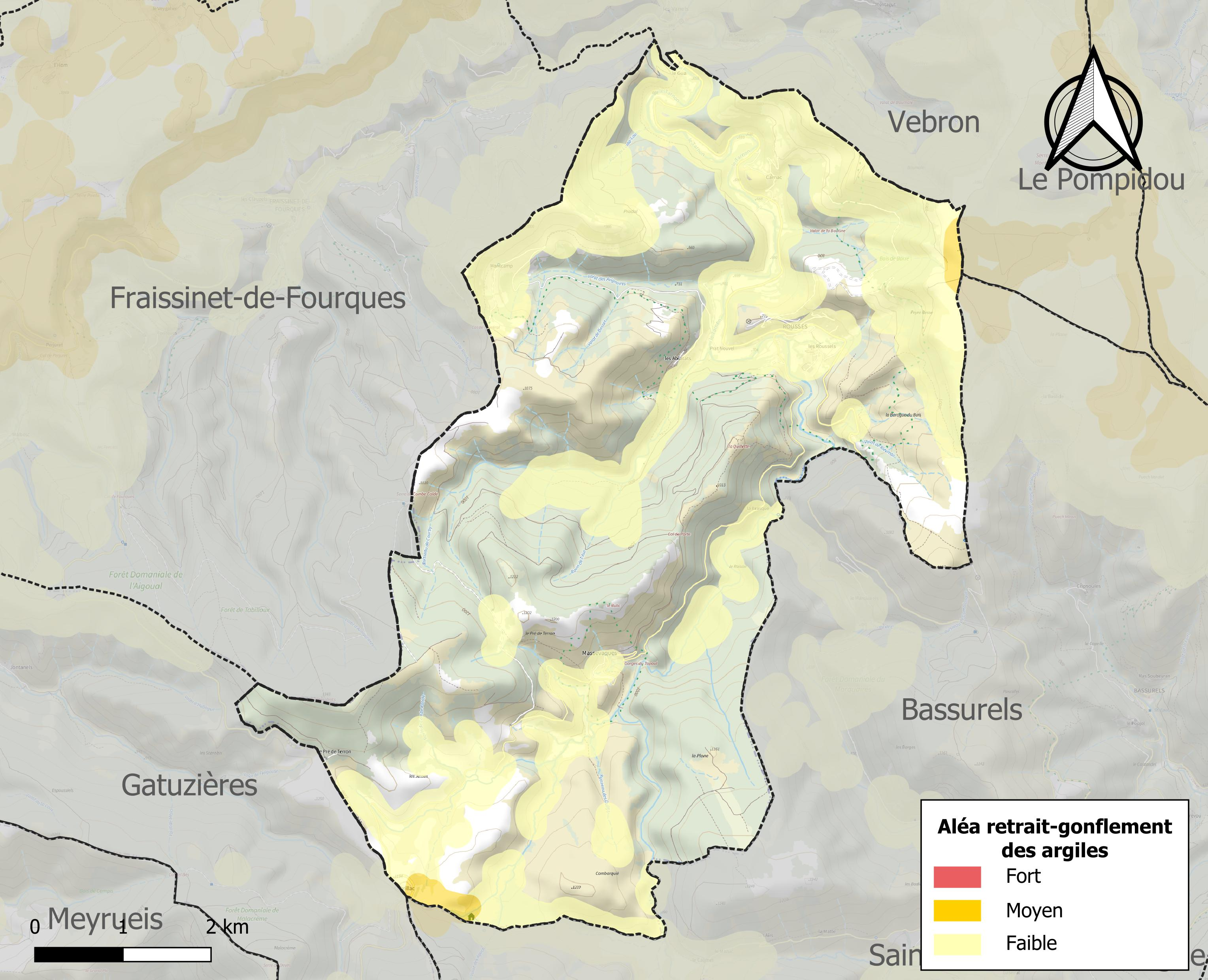
Carte des zones d'aléa retrait-gonflement des sols argileux de Rousses.

Les mouvements de terrains susceptibles de se produire sur la commune sont des éboulements, chutes de pierres et de blocs et des glissements de terrain.
Le retrait-gonflement des sols argileux est susceptible d'engendrer des dommages importants aux bâtiments en cas d’alternance de périodes de sécheresse et de pluie. 0,9 % de la superficie communale est en aléa moyen ou fort (15,8 % au niveau départemental et 48,5 % au niveau national). Sur les 118 bâtiments dénombrés sur la commune en 2019,  aucun n'est en aléa moyen ou fort, à comparer aux 14 % au niveau départemental et 54 % au niveau national. Une cartographie de l'exposition du territoire national au retrait gonflement des sols argileux est disponible sur le site du BRGM,.
Par ailleurs, afin de mieux appréhender le risque d’affaissement de terrain, l'inventaire national des cavités souterraines permet de localiser celles situées sur la commune.
La commune a été reconnue en état de catastrophe naturelle au titre des dommages causés par les inondations et coulées de boue survenues en 1982, 1994, 2011 et 2020. 

#### Risque particulier
Dans plusieurs parties du territoire national, le radon, accumulé dans certains logements ou autres locaux, peut constituer une source significative d’exposition de la population aux rayonnements ionisants. Certaines communes du département sont concernées par le risque radon à un niveau plus ou moins élevé. Selon la classification de 2018, la commune de Rousses est classée en zone 3, à savoir zone à potentiel radon significatif.

## Politique et administration
| Période      | Période      | Identité           | Étiquette | Qualité |
| ------------ | ------------ | ------------------ | --------- | ------- |
| avant 1988   | ?            | Maurice Gout       |           |         |
| 2001         | juillet 2020 | Daniel Meynadier   |           |         |
| juillet 2020 | en cours     | Daniel Giovannacci |           |         |

## Démographie

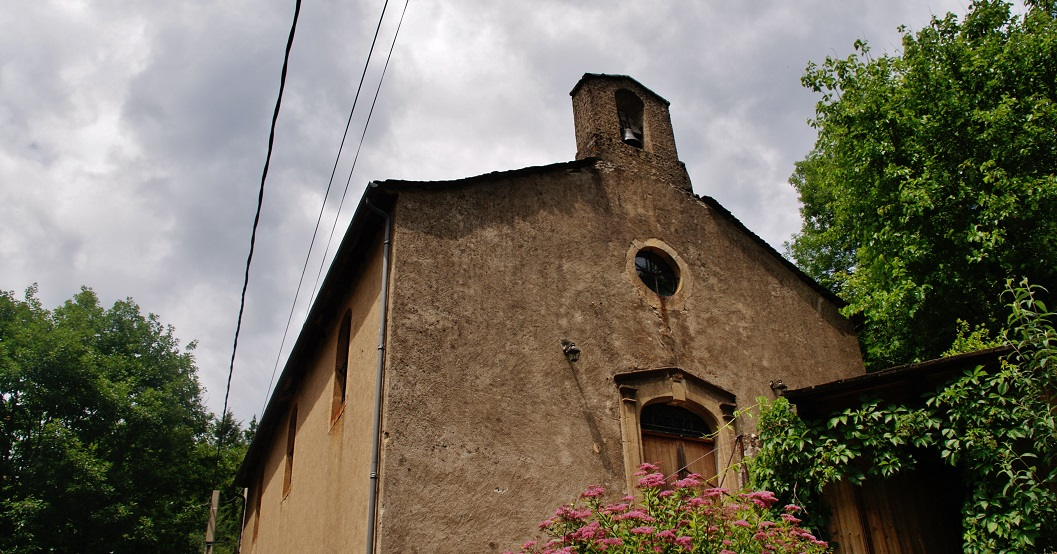
Temple de l'Église protestante unie de France.

L'évolution du nombre d'habitants est connue à travers les recensements de la population effectués dans la commune depuis 1800. Pour les communes de moins de 10 000 habitants, une enquête de recensement portant sur toute la population est réalisée tous les cinq ans, les populations de référence des années intermédiaires étant quant à elles estimées par interpolation ou extrapolation. Pour la commune, le premier recensement exhaustif entrant dans le cadre du nouveau dispositif a été réalisé en 2007.

En 2022, la commune comptait 119 habitants, en évolution de +5,31 % par rapport à 2016 (Lozère : +0,11 %, France hors Mayotte : +2,11 %).
| 1800 | 1806 | 1821 | 1831 | 1836 | 1841 | 1846 | 1851 | 1856 |
| ---- | ---- | ---- | ---- | ---- | ---- | ---- | ---- | ---- |
| 429  | 464  | 560  | 512  | 516  | 491  | 475  | 440  | 401  |

| 1861 | 1866 | 1872 | 1876 | 1881 | 1886 | 1891 | 1896 | 1901 |
| ---- | ---- | ---- | ---- | ---- | ---- | ---- | ---- | ---- |
| 394  | 398  | 339  | 342  | 375  | 380  | 384  | 341  | 333  |

| 1906 | 1911 | 1921 | 1926 | 1931 | 1936 | 1946 | 1954 | 1962 |
| ---- | ---- | ---- | ---- | ---- | ---- | ---- | ---- | ---- |
| 308  | 292  | 205  | 211  | 171  | 165  | 146  | 105  | 106  |

| 1968 | 1975 | 1982 | 1990 | 1999 | 2006 | 2007 | 2012 | 2017 |
| ---- | ---- | ---- | ---- | ---- | ---- | ---- | ---- | ---- |
| 93   | 79   | 67   | 69   | 86   | 99   | 101  | 102  | 118  |

| 2022 | - | - | - | - | - | - | - | - |
| ---- | - | - | - | - | - | - | - | - |
| 119  | - | - | - | - | - | - | - | - |

## Économie

### Emploi
|                | 2008  | 2013   | 2018   |
| -------------- | ----- | ------ | ------ |
| Commune        | 8,3 % | 11,3 % | 23,3 % |
| Département    | 5 %   | 6,4 %  | 7,1 %  |
| France entière | 8,3 % | 10 %   | 10 %   |

En 2018, la population âgée de 15 à 64 ans s'élève à 62 personnes, parmi lesquelles on compte 75 % d'actifs (51,7 % ayant un emploi et 23,3 % de chômeurs) et 25 % d'inactifs,. Depuis 2008, le taux de chômage communal (au sens du recensement) des 15-64 ans est supérieur à celui de la France et du département.
La commune est hors attraction des villes,. Elle compte 27 emplois en 2018, contre 24 en 2013 et 15 en 2008. Le nombre d'actifs ayant un emploi résidant dans la commune est de 32, soit un indicateur de concentration d'emploi de 86,5 % et un taux d'activité parmi les 15 ans ou plus de 46,9 %.
Sur ces 32 actifs de 15 ans ou plus ayant un emploi, 21 travaillent dans la commune, soit 65 % des habitants. Pour se rendre au travail, 48,4 % des habitants utilisent un véhicule personnel ou de fonction à quatre roues, 9,7 % les transports en commun, 25,8 % s'y rendent en deux-roues, à vélo ou à pied et 16,1 % n'ont pas besoin de transport (travail au domicile).

## Culture locale et patrimoine

### Lieux et monuments
- Canyon du Tapoul (descente en canyoning).
- La Quillette.
- La Via Ferrata.
- Temple de l'Église protestante unie de France de Rousses.

### Héraldique
| Blason de Rousses | Blason  | Tiercé en pal ondé de gueules, à une étoile d’or en fasce, d’azur, à trois rochers d’or et d’argent, à deux fasces de gueules. |
| Blason de Rousses | Détails | Le pal est une pièce honorable symbolisant les anciennes tapisseries qui couvraient les murs des châteaux. Le choix du tiercé en pal ondé permet de représenter trois lieux importants dans l’histoire et la géographie de Rousses. La première partie de gueules à une étoile d’or reprend une partie des armes de la famille d’Anduze, fondatrice de la seigneurie de Rousses à l’endroit où s’élevait le château vieux. Le blason exact était « de gueules à trois étoiles d’or ». La reprise intégrale du blason de famille étant interdite pour les municipalités il suffit d’en emprunter un ou plusieurs éléments. La partie de droite reprend les armes de la famille de Barre qui posséda les deux châteaux de Rousses. La remarque concernant la reprise des armes de famille est valable ici aussi. La partie centrale ondée symbolise les deux cours d’eau communaux que sont le Tarnon et surtout le Tapoul, haut lieu du canyoning, ce qui explique la présence des trois rochers. Les ornements sont deux branches de châtaignier de sinople, fruitées d'or, mises en sautoir par la pointe et liées d'or qui indique la présence de forêts. Le listel d'argent porte le nom de la commune en lettres majuscules de sable. La couronne de tours dit que l’écu est celui d’une commune ; elle n’a rien à voir avec des fortifications. Le statut officiel du blason reste à déterminer. |